# Petja Barakowa
Petja Barakowa (ur. 18 czerwca 1994 w Sofii) – bułgarska siatkarka, reprezentantka kraju, grająca na pozycji rozgrywającej.

## Sukcesy klubowe
Puchar Bułgarii:
- 2014, 2021

Liga bułgarska:
- 2014, 2021
- 2015

Puchar Szwajcarii:
- 2016

Liga szwajcarska:
- 2016

Liga francuska:
- 2017

Liga rumuńska:
- 2018

Liga Mistrzyń:
- 2018

Liga polska:
- 2019

Liga izraelska:
- 2023

Puchar Rumunii:
- 2024[2]

## Sukcesy reprezentacyjne
Liga Europejska:
- 2018, 2021